# Едіт Геннем
Едіт Геннем (англ. Edith Hannam; 28 листопада 1878 — 16 січня 1951) — колишня британська тенісистка.
Найвищим досягненням на турнірах Великого шолома були фінали в одиночному та парному розрядах.

## Фінали турнірів Великого шолома

### Парний розряд (1 поразка)
| Результат | Рік  | Турнір               | Покриття | Партнерка            | Суперниці                  | Рахунок  |
| --------- | ---- | -------------------- | -------- | -------------------- | -------------------------- | -------- |
| Поразка   | 1914 | Вімблдонський турнір | Трава    | Етель Томсон-Ларкомб | Аґнес Мортон Елізабет Раян | 1–6, 3–6 |